# Cabeceiras de Basto (freguesia)
Cabeceiras de Basto ist eine  Kleinstadt (Vila) in Portugal und Sitz der gleichnamigen Gemeinde (Freguesia) und des gleichnamigen Kreises (Concelho) Cabeceiras de Basto, Distrikt Braga, im Nordwesten Portugals.
Die Gemeinde hat eine Fläche von 24,52 km² und es leben dort 616 Einwohner (Stand 30. Juni 2011). Die Bevölkerungsdichte beträgt 25,1 Einw./km².

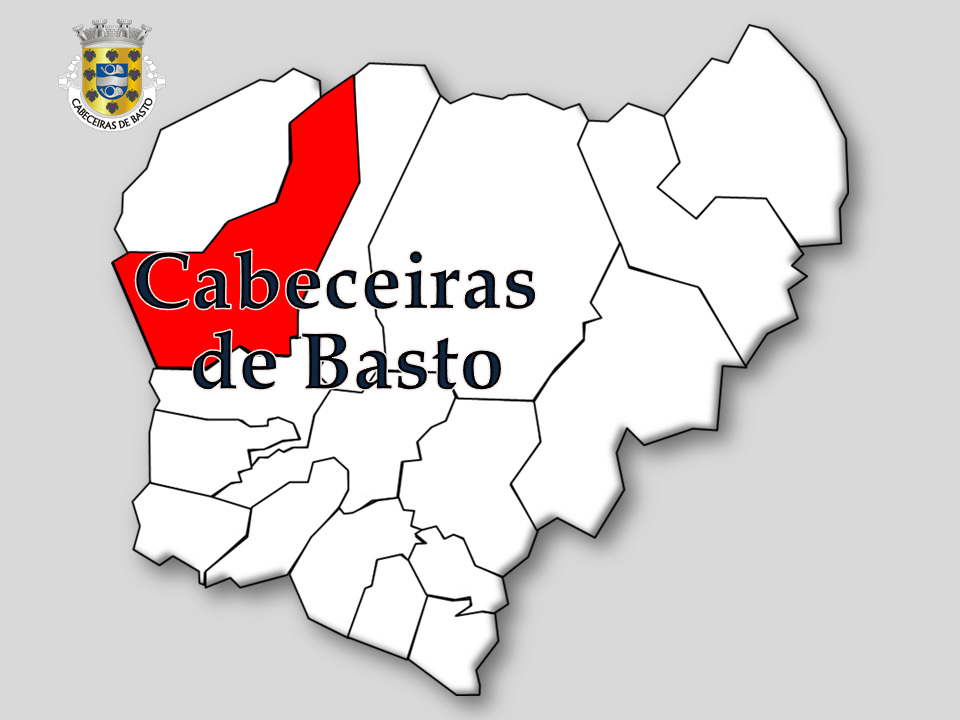
Lage der Gemeinde im Kreisgebiet